# پاتریس ویمور
پاتریس ویمور (انگلیسی: Patrice Wymore؛ ۱۷ دسامبر ۱۹۲۶ – ۲۲ مارس ۲۰۱۴) یک هنرپیشه اهل ایالات متحده آمریکا بود. 